# Haarstielporlinge
Die Haarstielporlinge (Jahnoporus) sind eine recht junge Gattung innerhalb der Familie der Schafporlingsverwandten (Albatrellaceae). Die Fruchtkörper wachsen auf dem Boden oder auf stark verrotteten Baumstümpfen. Sie sind ledrig zäh und in Hut und Stiel gegliedert. Der ockergelbe bis braune Hut hat eine weißliche Porenschicht. Die hyalinen, inamyloiden Sporen sind spindelig. Jahnoporus hirtus (Quél.) Nuss, der Braune Haarstielporling, ist die Typusart der Gattung.

## Merkmale

### Makroskopische Merkmale
Die in Hut und Stiel gegliederten, einjährigen Fruchtkörper sind oft mit anderen verwachsen. Der Hut ist 1–14 cm breit, gewölbt, dann flach ausgebreitet. Die Oberfläche ist filzig bis glatt, trocken und blass ockerbraun bis gräulich oder braun gefärbt. Das Hymenophor ist röhrig. Die Poren sind rundlich bis eckig und weißlich. Der trockene, ringlose Stiel ist 2–10 cm lang und 0,7–4 cm breit und steht zentral bis lateral (seitlich). Es ist weder ein Velum universale noch ein Velum partiale ausgebildet. Das zähe, weißliche Fleisch hat einen angenehmen, nussartigen Geruch. Das Sporenpulver ist weißlich.

### Mikroskopische Merkmale
Die einzelligen, 2–17 µm langen und 4–6 µm breiten, inamyloiden Sporen sind spindelig, glatt, dünnwandig und ohne Keimpore. Das Hyphensystem ist monomitisch, wobei die Hyphen teilweise aufgebläht sein können. Auch Schnallen kommen vor. Die viersporigen, 30–45 µm langen Basidien sind einzellig und haben gekrümmte Sterigmen. Zystiden oder andere sterile Hymenialelemente kommen nicht vor.

## Ökologie und Verbreitung
Die Pilze leben saprotroph an Stämmen und Stümpfen von Nadelbäumen. Weltweit gibt es nur zwei Arten. In Europa und Nordamerika kommt Jahnoporus hirtus, der Braune Haarstielporling und in Nordchina Jahnoporus pekingensis  (J.D.Zhao & L.W. Xu) Y.C. Dai vor.

## Systematik

Minimum-Evolution-Stammbaum von Jahnoporus. Der Stammbaum wurde mit dem MEGA 5.10-Programm erstellt. Alle 18S ribosomalen rDNA-Sequenzen stammen von der GenBank. Der Bootstraptest wurde mit 1000 Wiederholungen durchgeführt, in der Regel werden nur Werte über 50 angegeben. Alle weiteren Informationen werden in der Bildbeschreibung angegeben.

Die Gattung Jahnoporus mit der Typusart Jahnoporus hirtus (Polyporus hirtus) Quél. wurde 1980 als damals noch monotypische Gattung definiert. Sie steht aufgrund ihrer morphologischen Ähnlichkeit mit Albatrellus in der Familie Albatrellaceae.
Molekularbiologische Untersuchungen der 18S ribosomalen RNA-Gene durch S. Audet und P.B. Matheny & D.S. Hibbett haben aber gezeigt, dass die Gattung am ehesten mit Postia-, Amylocystis- und Oligoporus-Arten verwandt ist, also alles Arten, die zur Ordnung Polyporales gehören. Zu Albatrellus oder anderen Gattungen aus der Ordnung Russulales besteht hingegen keine nähere Verwandtschaft.